# Sciurochirus
Sciurochirus – rodzaj roztoczy z rzędu Astigmata i rodziny Listrophoridae.
Rodzaj ten został opisany w 1972 roku przez Alexa Faina. Gatunkiem typowym wyznaczono Sciurochirus philippinensis.
Obie płcie tych roztoczy pozbawione są w formie dorosłej tarczki postskapularnej i plamki środkowej (odpowiadającej wewnętrznej apodemie) na grzbietowej stronie propodosomy. Między biodrami pierwszej pary oskórek wykształcony jest służące do przyczepiania się do ciała gospodarza walwy. Rowkowany oskórek między biodrami drugiej pary tworzy dodatkową parę walw. Pierwsza para odnóży bez ząbka grzbietowo-wierzchołkowego na udach. Tarczka preskapularna na przedniej krawędzi prosta lub lekko wklęsła. Tarczka hysteronotalna obecna tylko u samca, gdzie jest nieornamentowana, niepodzielona i zajmuje większość hysteronotum. U samicy tarczki tej brak i grzbiet hysterosomy jest miękki i poprzecznie bruzdowany. Szeroka opistosoma samca opatrzona jest parą końcowych płatków z niewykształconymi membranami, przykrytych od góry tarczką hysteronotalną. U samca skleryty pregenitalne formują U-kształtną strukturę. Jego edeagus ma krótki skleryt wstawkowy i łukowatą apodemę grzbietową z wolnymi wyrostkami tylnymi. Samica ma opisthogaster z licznymi łuskami, spermatekę u nasady kuliście powiększoną, a ductus efferentia szpatułkowaty.
Wszystkie znane gatunki są pasożytami, żyjącymi w sierści ssaków nadrzewnych z rodzin wiewiórkowatych i tupajowatych i zamieszkującymi Azję Południowo-Wschodnią.
Należą tu trzy dotąd opisane gatunki:
- Sciurochirus philippinensis Fain, 1972
- Sciurochirus thailandiae Fain, 1979
- Sciurochirus tupaiae Fain, 1972